# جماعت اسلامی
جماعت اسلامی  (که غالباً به اختصار JI نامیده می‌شود) یک گروه تروریستی اسلام‌گرای افراطی ستیزه‌جو از جنوب شرقی آسیا مستقر در اندونزی است که برای تأسیس یک دولت اسلامی در جنوب شرقی آسیا فعالیت می‌کند. این گروه در ۲۵ اکتبر ۲۰۰۲، بلافاصله پس از بمب‌گذاری‌های ۲۰۰۲ بالی، به‌عنوان یک گروه تروریستی مرتبط با القاعده یا طالبان به قطعنامه ۱۲۶۷ شورای امنیت سازمان ملل افزوده شد.
جماعت اسلامی، یک سازمان فراملیتی است که دارای هسته‌هایی در اندونزی، سنگاپور، مالزی و فیلیپین است. علاوه بر القاعده، گمان می‌رود که این گروه با جبهه آزادی‌بخش اسلامی مورو و جماعت انشاروت توحید، یک هستهٔ انشعابی از جماعت اسلامی که توسط ابوبکر باسیر در ۲۷ ژوئیه ۲۰۰۸ تشکیل شد، ارتباط داشته باشد. این گروه توسط سازمان ملل، استرالیا، کانادا، چین، ژاپن، بریتانیا و ایالات متحده به عنوان یک گروه تروریستی شناخته شده‌است. جماعت اسلامی، در اندونزی، بسیار فعال باقی ماند، که تا تاریخ ژانویه ۲۰۱۳ به‌طور عمومی یک وبگاه داشت.
در ۱۶ نوامبر ۲۰۲۱، پلیس ملی اندونزی عملیات سرکوبی را آغاز کرد، که در پی آن، معلوم شد که این گروه در لباس مبدل به عنوان یک حزب سیاسی، جهت دعوت مردم اندونزی فعالیت می‌کرد. این افشاگری که بسیاری را شگفت‌زده کرد، برای نخستین بار در اندونزی بود که یک سازمان تروریستی به عنوان یک حزب سیاسی ظاهر شد و سعی کرد در سیستم سیاسی اندونزی مداخله و مشارکت کند.

### نام‌گذاری به‌عنوان یک گروه تروریستی
جماعت اسلامی توسط کشورها و سازمان‌های بین‌المللی زیر به‌عنوان یک گروه تروریستی معرفی شده‌است:
- استرالیا[۱۱]
- کانادا[۱۲]
- بریتانیا[۱۳]
- سازمان ملل متحد[۱۴]
- ایالات متحده آمریکا[۱۵]

### سایر دولت‌های مخالف
- اندونزی
- مالزی
- فیلیپین
- سنگاپور

### بمب‌گذاری در بالی در سال ۲۰۰۲
پیش از نخستین بمب‌گذاری بالی در ۱۲ اکتبر ۲۰۰۲، تهدید جماعت اسلامی دسته‌کم گرفته می‌شد. پس از این حمله، وزارت خارجه آمریکا، جماعت اسلامی را به‌عنوان یک سازمان تروریستی خارجی معرفی کرد.